# Agrochema

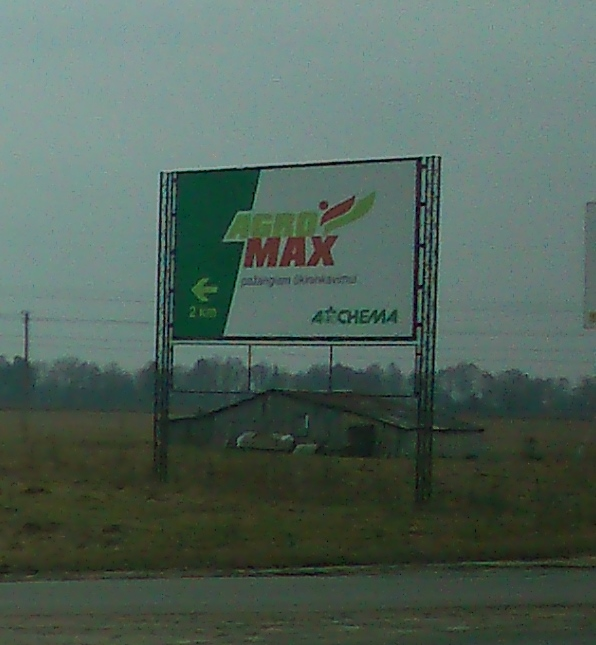
Logo von Agrozentren „Agromax“

UAB Agrochema ist ein agrochemisches Unternehmen in der Rajongemeinde Jonava (Litauen), Mitglied des litauischen Konzerns „Achemos grupė“. 2011 erzielte das Unternehmen den Umsatz von 500 Mio. Litas (145 Mio. Euro). „Agrochema“ bietet die Dienstleistungen und Waren über die Kette von Agrozentren „Agromax“. Im Unternehmen arbeiteten 370 Mitarbeiter (2007).

## Geschichte
UAB „Agrochema“ wurde Februar 1998 nach dem Zusammenschluss von UAB „Skystos trąšos“ und AB „Achema“-Filiale „Agroprekyba“ im Dorf Jonalaukis gegründet. 2004 eröffnete man die erste Filiale in Lettland und kaufte Tochterunternehmen in Litauen und Polen. 2005 wurde in Estland die Tochtergesellschaft „Agrochema Eesti“ gegründet.

## Unternehmensgruppe
- UAB „Agrochemos mažmena“,  Litauen
- UAB „Poraistė“,  Litauen
- UAB „Žemaitijos grūdai“,  Litauen
- „Agrochema Eesti“ OÜ,  Estland
- SIA „Agrochema Latvia“,  Lettland
- Sp.z.o.o. „Liteximp“ Prostki,  Polen

## Leitung
Generaldirektor
- 2000–2010: Liudas Mediekša (* 1954)
- Seit 2010: Mindaugas Balkus

Verwaltung
- Kommerzdirektor: Mindaugas Packevičius
- Direktor für Wirtschaft und Finanzen: Evaldas Venckus
- Direktor für allgemeine Angelegenheiten und Kreditmanagement: Viktoras Muntianas